# De Arent

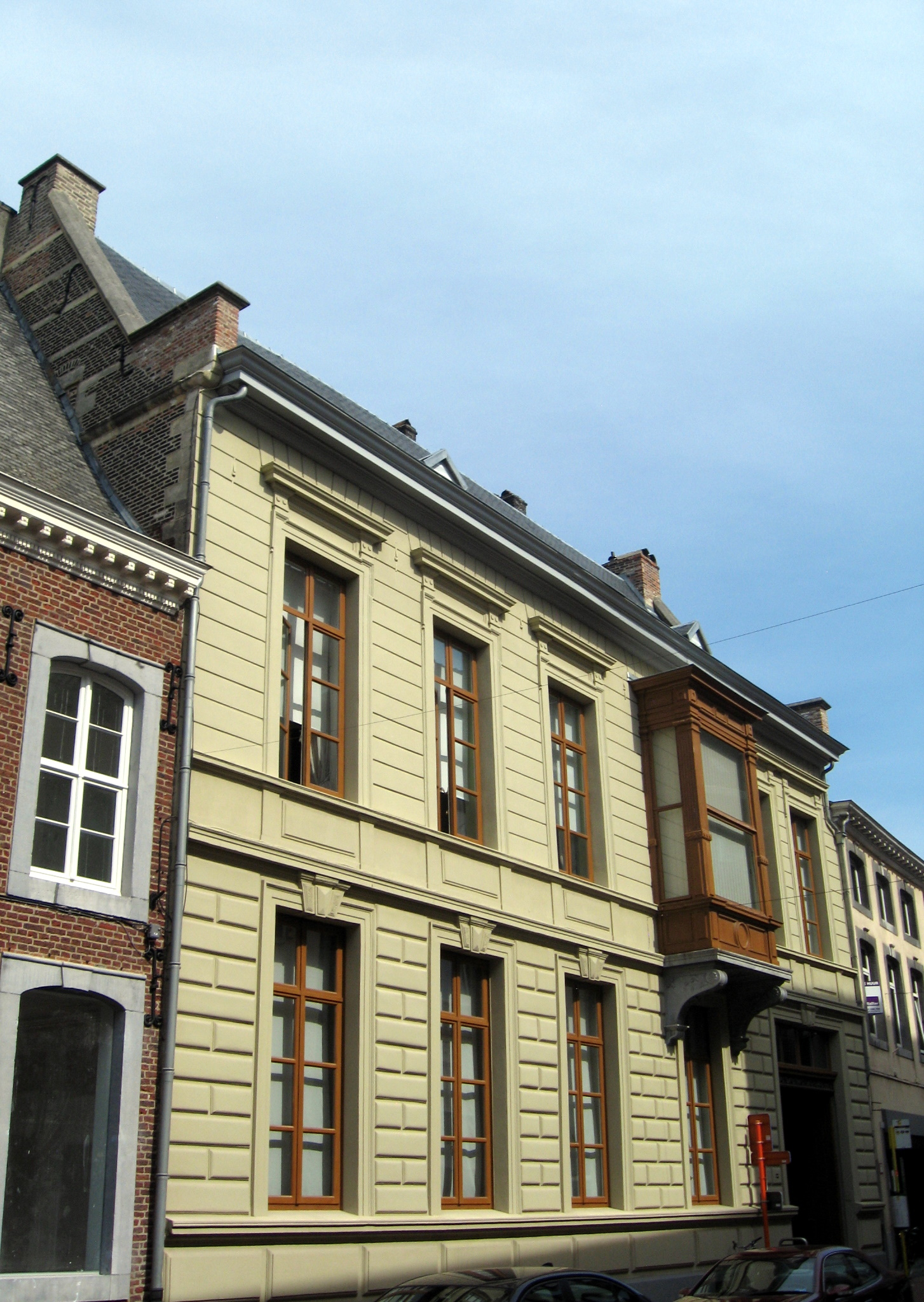
De Arent

De Arent is een herenhuis aan de Kapelstraat 49 te Hasselt.

## Geschiedenis
Vanaf de 15e eeuw stond dit pand onder meer bekend als Den (Swerten) Aer of Den Swarten Arent.
De kern van het huis is laatgotisch en stamt uit 1591. De vierkante hoektoren stamt nog uit die tijd. Vanouds was het een herberg, maar soms ook een woonhuis voor adellijke en notabele families, en in 1831 werd het een notarishuis, en sindsdien is het bezit van de familie Goetsbloets, welke vele generaties notarissen leverde.
In de 2e helft van de 19e eeuw werd het huis ingrijpend verbouwd, zodat de gevel nu neoclassicistisch oogt. In 1980 verkreeg het pand de monumentenstatus.